# Sciades papuana
Sciades papuana là một loài bọ cánh cứng trong họ Cerambycidae.